# База 90
«База 90» (швед. Bas 90) — система базирования ВВС Швеции, использовавшаяся в годы «холодной войны». Эта система была разработана в 1970-х и 1980-х годах на основе предшествовавшей ей системы «База 60», как ответ на изменение боевых задач и характера угрозы, произошедшие со времени разработки старой системы (1950-е годы). Основой новой системы оставался принцип защитного рассредоточения — как самолетов по большому числу авиабаз военного времени, так и аэродромных служб по самим таким базам. «База 90» также предусматривала нахождение на каждой базе военного времени всего по одной эскадрилье (8-12 самолетов). Целью этого оставалось усложнение для противника задачи уничтожения шведских ВВС (как ядерными, так и авиаударами) и повышение их живучести в ходе вооруженного конфликта.
Шестидневная война, в ходе которой ВВС Израиля уничтожили большую часть ВВС Египта на аэродромах (операция «Фокус»), стала как подтверждением правильности шведской концепции рассредоточения своих ВВС, так и обоснованием для дальнейшего развития системы их базирования. Другими причинами модернизации этой системы стало появление штурмовиков большого радиуса действия (в основном — Су-24), кассетных боеприпасов и специальных (бетонобойных) бомб для выведения из строя взлетно-посадочных полос. Предшествующая система «База 60» была, в основном, нацелена на снижение уязвимости ВВС при применении противником ядерного оружия.
Разработка новой системы базирования началась в 1970-х годах, а ее внедрение — в 1980-х. Основными отличиями новой системы было расположение резервных ВПП в непосредственной близости от основной ВПП, повышение мобильности наземных технических служб и внедрение более совершенных технологий связи.
Система «База 90» предусматривала наличие около 200 пригодных для использования военной авиацией ВПП различного типа, разбросанных по всей территории страны. В число объектов новой системы входили авиабазы, модернизированные до стандартов системы «База 90», базы предшествующего стандарта, аэродромные участки дорог системы «База 60» и некоторые гражданские аэропорты. Различные авиабазы сводились в группы (flygbasgrupper), состоявшие из основной базы, построенной или запланированной к строительству по стандарту «База 90», и из нескольких запасных и резервных авиабаз.

## Компоновка авиабазы
Авиабазы системы «База 90» перестраивались из существующих авиабаз системы «База 60». Новая система предусматривала расширение инфраструктуры авиабазы и сооружение новых укреплений. Новая компоновка увеличивала используемую площадь базы до 20-40 квадратных километров с включением в нее прилегающей местности, на которой предусматривались организация наблюдения и обороны базы на дальних подступах.

### Основная ВПП
По сравнению с «Базой 60» основная ВПП не менялась и сохраняла типовые характеристики (2000—2300 метров длины, 30-40 метров ширины, параллельная рулежная дорожка).

### Короткая ВПП
Для сохранения возможности взлета и посадки самолетов после нанесения противником удара по авиабазе поблизости от основной ВПП строились 2-3 «короткие ВПП» в качестве резервных. Подобно аэродромным участкам дорог «Базы 60» эти короткие полосы часто представляли собой перестроенные участки автодорог общего назначения, однако размеры этих полос в новой системе существенно отличались. Длина «короткой ВПП» составляла всего 800 метров (по сравнению с 1500—2000 метров для «Базы 60»), а ширина — 17 метров (12 метров при старой системе). Такое сокращение длины ВПП стало возможным благодаря способности самолетов «Вигген» (а затем и «Гриппен») к укороченному взлету и посадке. Другим отличием было расположение «коротких ВПП» в непосредственной близости от основной ВПП базы и их соединение — как с основной ВПП, так и друг с другом — рулежными дорожками, часто представляющими собой участки автодорог, интегрированные в инфраструктуру авиабазы. В результате этого каждая авиабаза новой системы располагала в общей сложности несколькими километрами рулежных дорожек. Использование «коротких ВПП» ограничивалось естественной освещенностью и погодными условиями, что подразумевало их использование только в случае повреждения основной ВПП.

### Стоянки самолетов
По сравнению с «Базой 60» стоянки самолетов «Базы 90» были еще более рассредоточены. Они стали индивидуальными (на один самолет) и были разбросаны по всей территории базы вдоль рулежных дорожек. На каждой базе имелось по 20-40 индивидуальных стоянок, что превышало число базирующихся самолетов. Это позволяло постоянно чередовать места стоянки самолетов и их обслуживания в пределах авиабазы. Каждый совершающий посадку на базе самолет встречался мотоциклистом, указывающим летчику путь до предназначенной ему стоянки, на которой самолет ожидал персонал наземных служб. Для усложнения разведки с воздуха стоянки самолетов маскировались камуфляжными сетями, также использовалась расстановка ложных целей. Готовые к вылету самолеты подключались к сети связи авиабазы, что позволяло прямую связь летчика с командованием базы и центром управления ее ПВО, а также получение летчиком боевого задания при его нахождении в пилотской кабине.

## Управление и гарнизон
Управление полетами осуществлялось с предусмотренного системой «База 60» командного центра, расположенного в подземном бункере на удалении в несколько километров от авиабазы. Но теперь он был расширен и вмещал не 6-8, а 10 человек. Новым, по сравнению с «Базой 60» объектом был «базовый центр» (Bascentralen), также размещавшийся в подземном бункере. В нем размещалось командование авиабазой, а также свободные летчики. Базовый центр оснащался компьютерами для планирования боевых заданий, данные с которых могли передаваться непосредственно в бортовые компьютеры самолетов. Содействие командному центру в управлении полетами оказывал мобильный полевой командный пункт, который мог располагаться вблизи как основной, так и любой из «коротких» ВПП. Благодаря наличию необходимых средств связи мобильный полевой командный пункт мог брать на себя все управление полетами независимо от места своего нахождения.
Вместе с переходом на систему «База 90» произошел переход организации гарнизонного батальона авиабазы с «типа 60» на «тип 85», главным отличием которого была полная моторизация наземных служб, благодаря чему они могли быстро перемещаться между большим числом удаленных друг от друга стоянок самолетов, перевозя на своих грузовиках и прицепах необходимые боеприпасы, топливо, инструменты и различное оборудование. Такая система получила название «мобильное обслуживание». Для защиты персонала наземных служб команды обслуживания самолетов располагались в местах постоянной дислокации, разбросанных по всей авиабазе и удаленных от основных объектов ее инфраструктуры. Каждая команда состояла из 15 человек и имела 6 транспортных средств различного типа и 4 прицепа. Размер и оснащение команды позволяли ей полностью обслуживать один самолет. Другим новшеством было включение в состав батальона подразделений специального назначения («рейнджеры ВВС») для поиска и нейтрализации сил противника (прежде всего его разведывательных и диверсионных групп) за пределами обычного периметра обороны авиабазы.
В 1980-х года было сформировано около 30 гарнизонных батальонов нового типа, имевших следующую структуру:
- Управление батальона (Bataljonstab): командование авиабазой и батальоном;
- Штабная рота (Stationskompani): управление полетами и рулением по территории авиабазы;
- Техническая рота (Stationskompani): наземное обслуживание и плановый ремонт самолетов;
- Рота защиты базы (Markförsvarskompani): оборона базы, а также наблюдение за ее территорией и прилегающей местностью. Рота имела в своем составе взводы непосредственной защиты, оборонявшие внешний периметр базы, и команду «рейнджеров ВВС», патрулировавших прилегающую к базе местность;
- Рота охраны (Skyddskompani): охрана базы, обезвреживание неразорвавшихся боеприпасов, тушение пожаров;
- Строительная рота (Flygfältsarbetskompani): обслуживание и ремонт объектов инфраструктуры авиабазы.
- Рота обеспечения (Underhållskompani): медицинская помощь, питание и транспорт.

Система обороны авиабазы могла быть усилена армейскими пехотными подразделениями и подразделениями ПВО.

## Текущее состояние
С концом «холодной войны» переход на систему «База 90» замедлился и в середине 1990-х годов был остановлен. В 2000-х годах система была ликвидирована, а многие из входивших в ее состав авиабаз военного времени были демилитаризованы и проданы частным лицам. На момент приостановки перехода на новую систему до стандарта «База 90» было модернизировано около 20 авиабаз.
Однако, в связи с изменением внешнеполитической ситуации после 2010 года, что, прежде всего, означает изменение политики Российской Федерации и начало российско-украинской войны, началось проявление интереса вооруженных сил Швеции к бывшим авиабазам и к восстановлению их боевых возможностей.